# Grady County (Oklahoma)
Grady County ist ein County im Bundesstaat Oklahoma der Vereinigten Staaten. Der Verwaltungssitz (County Seat) ist Chickasha. Das U.S. Census Bureau hat bei der Volkszählung 2020 eine Einwohnerzahl von 54.795 ermittelt.

## Geographie
Das County liegt südwestlich des geographischen Zentrums von Oklahoma und hat eine Fläche von 2863 Quadratkilometern, wovon 11 Quadratkilometer Wasserfläche sind. Es grenzt im Uhrzeigersinn an folgende Countys: Canadian County, McClain County, Garvin County, Stephens County, Comanche County und Caddo County.

## Geschichte
Grady County wurde am 16. Juli 1907 aus Teilen des Pontotoc County, Caddo County, Comanche County und des nicht mehr existenten Pickens County gebildet. Benannt wurde es nach Henry W. Grady, einem einflussreichen Journalisten der Zeitung Atlanta Constitution. Er kreierte das Reform-Schlagwort vom New South.
13 Bauwerke und Stätten des Countys sind im National Register of Historic Places (NRHP) eingetragen (Stand 30. Mai 2018).

## Demografische Daten

Alterspyramide des Grady County

Nach der Volkszählung im Jahr 2000 lebten im Grady County 45.516 Menschen in 17.341 Haushalten und 12.797 Familien. Die Bevölkerungsdichte betrug 16 Einwohner pro Quadratkilometer. Ethnisch betrachtet setzte sich die Bevölkerung zusammen aus 87,31 Prozent Weißen, 3,06 Prozent Afroamerikanern, 4,85 Prozent amerikanischen Ureinwohnern, 0,34 Prozent Asiaten, 0,04 Prozent Bewohnern aus dem pazifischen Inselraum und 1,12 Prozent aus anderen ethnischen Gruppen; 3,28 Prozent stammten von zwei oder mehr Ethnien ab. 2,89 Prozent der Bevölkerung waren spanischer oder lateinamerikanischer Abstammung.
Von den 17.341 Haushalten hatten 34,7 Prozent Kinder unter 18 Jahre, die im Haushalt lebten. 60,5 Prozent waren verheiratete, zusammenlebende Paare, 9,7 Prozent waren allein erziehende Mütter. 26,2 Prozent waren keine Familien, 22,9 Prozent waren Singlehaushalte und in 10,5 Prozent der Haushalte lebten Menschen im Alter von 65 Jahren oder darüber. Die durchschnittliche Haushaltsgröße betrug 2,58 und die durchschnittliche Familiengröße betrug 3,02 Personen.
26,7 Prozent der Bevölkerung waren unter 18 Jahre alt, 9,3 Prozent zwischen 18 und 24, 27,7 Prozent zwischen 25 und 44, 23,2 Prozent zwischen 45 und 64 und 13,1 Prozent waren 65 Jahre oder älter. Das Durchschnittsalter betrug 36 Jahre. Auf 100 weibliche Personen kamen 95,3 männliche Personen. Auf 100 Frauen im Alter von 18 Jahren oder darüber kamen 91,3 Männer.
Das jährliche Durchschnittseinkommen eines Haushalts betrug 32.625 USD und das durchschnittliche Einkommen einer Familie betrug 39.636 USD. Männer hatten ein durchschnittliches Einkommen von 30.306 USD gegenüber den Frauen mit 21.108 USD. Das Prokopfeinkommen betrug 15.846 USD. 10,4 Prozent der Familien und 13,9 Prozent der Bevölkerung lebten unterhalb der Armutsgrenze.